# Hylaeus seclusus
Hylaeus seclusus là một loài Hymenoptera trong họ Colletidae. Loài này được Cockerell & Sumner mô tả khoa học năm 1931.